# مسجد آل كريم
مسجد آل كريم
أو المسجد الفوقي، مسجد يقع في منطقة الرملة مصراتة، ويُعد من مساجد مصراتة القديمة. أما البناء الموجود الآن فهو آخر تجديد للمسجد منذ عام 1970م. قد تولّى الإمامة فيه عدد من شيوخ المنطقة منهم: الفقيه حسين مامي، والشيخ عمر أنبيق، والشيخ محمد عبد الصمد كريم، والشيخ الفقيه إبراهيم أخضورة، والشيخ علي محمد عبد الصمد كريم.